# إنيز جيمس
إنيز جيمس (بالإنجليزية: Inez James)‏ هي مؤلفة موسيقى تصويرية وملحنة أمريكية، ولدت في 15 نوفمبر 1919 في نيويورك في الولايات المتحدة، وتوفيت في 19 ديسمبر 1993 في شيرمان أوكس في الولايات المتحدة.

## وصلات خارجية
- إنيز جيمس على موقع IMDb (الإنجليزية)
- إنيز جيمس على موقع ميوزك برينز (الإنجليزية)
- إنيز جيمس على موقع أول ميوزيك (الإنجليزية)
- إنيز جيمس على موقع ديسكوغز (الإنجليزية)